# Gissel Santander Soto
Gissel Santander Soto (Puebla de Zaragoza, Puebla, 19 de febrero de 1994) es una política mexicana, miembro del partido Movimiento Regeneración Nacional (Morena). Es diputada federal para el periodo de 2024 a 2027.

## Biografía
Es licenciada en Historia egresada de la Benemérita Universidad Autónoma de Puebla (BUAP). En 2018 fue integrante de la campaña de Morena en el Distrito 1 de Puebla, así como representante de dicho partido en el mencionado distrito electoral; el mismo 2018 se desempeñó como directora nacional de Información de la Coordinación Nacional de Becas para el Bienestar Benito Juárez.
En 2019 fue nombrada subsecretaria de Bienestar del gobierno de Puebla por el gobernador Miguel Barbosa Huerta, hasta 2021 en que fue a su vez nombrada como directora del Instituto de la Juventud del municipio de Puebla por la presidenta municipal Claudia Rivera Vivanco. A partido de 2022 es consejera estatal y nacional de Morena.
En las elecciones de 2024 fue postulada candidata a diputada federal por la coalición Sigamos Haciendo Historia por el Distrito 1 de Puebla. Fue elegida recibiendo el 60.52% de los votos, frente al 25.53% de su opositor de la coalición Fuerza y Corazón por México Ricardo Cruz y Celis. En la LXVI Legislatura cuyo periodo constitucional será de 2024 a 2027, es secretaria de la comisión de Vigilancia de la Auditoría Superior de la Federación; e integrante de las comisiones de Cultura y Cinematrogría; y, de Derechos de la Niñez y Adolescencia.